# Лајонс (Канзас)
Лајонс (енгл. Lyons) град је у америчкој савезној држави Канзас.

## Демографија
По попису из 2010. године број становника је 3.739, што је 7 (0,2%) становника више него 2000. године.
| Група             | 2000.         | 2010.         |
| Белци             | 3.133 (83,9%) | 2.833 (75,8%) |
| Афроамериканци    | 73 (2,0%)     | 47 (1,3%)     |
| Азијати           | 12 (0,3%)     | 14 (0,4%)     |
| Хиспаноамериканци | 449 (12,0%)   | 759 (20,3%)   |
| Укупно            | 3.732         | 3.739         |